# Sambongjaya
Sambongjaya is een bestuurslaag in het regentschap Kota Tasikmalaya van de provincie West-Java, Indonesië. Sambongjaya telt 14.468 inwoners (volkstelling 2010).